# ستيفن لوبيز (لاعب كرة قدم)
ستيفن لوبيز (بالإنجليزية: Stephen López)‏ (24 سبتمبر 1980 - ) هو لاعب كرة قدم بليزي في مركز حراسة المرمى. شارك مع منتخب بليز لكرة القدم. أما مع النوادي، فقد لعب مع Juventus F.C. (Belize) ‏ وTexmar United ‏.

## وصلات خارجية
- ستيفن لوبيز على موقع قاعدة بيانات كرة القدم.إي يو (الإنجليزية)
- ستيفن لوبيز على موقع ناشيونال فوتبول تيمز (الإنجليزية)